# Retro Standard
『Retro Standard』（レトロ・スタンダード）は、2022年11月17日リリースのFENCE OF DEFENSEのオリジナル・アルバム。
一般CDショップでは発売されず、「IMI STORE」という公式オンラインショップによる通信販売と、ライブツアー『FENCE OF DEFENSE Tours 2022 レトロ・スタンダード』の会場限定で発売された。

## 解説
オリジナルアルバムとしては、前作『Primitive New Essence』以来約2年9か月ぶりとなる作品。
キャッチコピーは「レトロとスタンダードの最新形。35年前、古びるということを知らなかったバンド、そのゆえんを聴け!」。80年代のロックへのオマージュを感じさせるハードなロックサウンドを意識して制作された。
ブックレットには今津甲氏によるライナーノーツが収録されている。

## 収録曲
| 全作曲: 西村麻聡、全編曲: FENCE OF DEFENSE。 |                                  |           |            |      |
| #                                            | タイトル                         | 作詞      | 作曲・編曲 | 時間 |
| 1.                                           | 「Welcome to R.S」               |           | 西村麻聡   | 2:06 |
| 2.                                           | 「素晴らしき世界」               | 西村麻聡  | 西村麻聡   | 4:38 |
| 3.                                           | 「Black Snake」                  | 西村麻聡  | 西村麻聡   | 4:37 |
| 4.                                           | 「P-I-N-K」                      | 西村麻聡  | 西村麻聡   | 4:25 |
| 5.                                           | 「DIGNITY～未完」                | 西村麻聡  | 西村麻聡   | 4:02 |
| 6.                                           | 「天命」                         | 西村麻聡  | 西村麻聡   | 5:32 |
| 7.                                           | 「UNDER PROGRAM」                |           | 西村麻聡   | 3:58 |
| 8.                                           | 「ハッピンロール・ミュージック」 | 西村麻聡  | 西村麻聡   | 4:01 |
| 9.                                           | 「東京ドラゴン」                 | 西村麻聡  | 西村麻聡   | 5:00 |
| 10.                                          | 「The Sailing of Past」          | 西村麻聡  | 西村麻聡   | 6:46 |
| 11.                                          | 「パラレル」                     | K.INOJO   | 西村麻聡   | 5:20 |
| 12.                                          | 「Back to the Real Space」       |           | 西村麻聡   | 2:10 |
| 合計時間:                                    | 合計時間:                        | 合計時間: | 52:35      |      |